# Johan Friele
Johan Mohr Friele (Bergen, Hordaland, 29 de novembre de 1866 - Bergen, Hordaland, 1 d'octubre de 1927) va ser un regatista noruec que va competir a començaments del segle xx.
El 1920 va prendre part en els Jocs Olímpics d'Anvers, on va guanyar la medalla d'or en els 12 metres (1919 rating) del programa de vela, a bord del Heira II.